# Abdon Terrades i Pulí
Abdon Terrades i Pulí (Figueres, 1812 - Medina-Sidonia, Andalusia, 1856) fou un polític republicà considerat pels seus biògrafs moderns com Carles Rahola, Josep Soler Vidal i Jaume Guillamet com el pioner del republicanisme federal.
Fou elegit alcalde de Figueres en dues etapes diferents (1842 i 1854) i va ser un francmaçó vinculat al carbonarisme (moviment que adoptà formes de la maçoneria tradicional però adaptades a un discurs democràtic i social radical). Terrades també fou un notable escriptor: entre les seves obres més destacades s'hi troben la cançó «La campana» –que esdevingué un himne del republicanisme català del segle xix– (1842), la novel·la en castellà La esplanada (1835) i la peça de teatre antimonàrquica El rei Micomicó (1838). En paraules de Carles Rahola:
| «                     | El ressò de la popularitat d'Abdon Terradas ha arribat als nostres dies: pocs cabdills foren, com ell, tan estimats pel nostre poble. […] No hi va haver a Catalunya fins el 1856 o 1857 […] moviment revolucionari que ell no inspirés o dirigís o en el qual no prengués una part activa. | » |
| — Carles Rahola, 1932 | |   |

## Biografia i activitat política
Terrades va néixer a Figueres al carrer de la Muralla. Fou fill d'un comerciant tractant de grans i bestiar. Estudià en un internat jesuïta de Perpinyà després de cursar els estudis bàsics a l'escola pública de Figueres. La seva actuació política assolí inicialment una gran notorietat a Barcelona, on passà a residir el 1840. Hi fundà una organització secreta –la Societat Patriòtica– i començà a difondre un ideari republicà mitjançant un full volant (anomenat Hojas Terradas) que posteriorment fou transformat en El Republicano, periòdic de propaganda política republicana (1842).
El mateix 1842 fou elegit alcalde de Figueres, però les autoritats no acceptaren l'elecció perquè es negava a jurar lleialtat a la regència de Baldomero Espartero (duc de la Victòria). L'elecció va haver de ser repetida fins a cinc vegades. Finalment, Terrades fou empresonat al castell de Sant Ferran de Figueres, on romangué fins a l'abril, quan va exiliar-se a Perpinyà. Des de la mateixa Perpinyà envià el Pla de la Revolució (programa polític revolucionari on Terrades definia l'estratègia dels republicans); aquest pla es va popularitzar gràcies a la cançó de «La campana» (1842), la música de la qual –segons alguns estudiosos, tot i que no està demostrat– fou composta per Josep Anselm Clavé. El caràcter subversiu d'aquesta cançó –que es convertí en un autèntic himne revolucionari– va fer que els qui la cantessin fossin, a vegades, detinguts per les autoritats de l'època.
Mentre intentava de recollir un fons econòmic per a preparar una insurrecció antiesparterista, deslligada però dels moderats, es relacionà amb cabetians francesos i fou implicat en el complot comunista de Tolosa del gener del 1843. Detingut, no fou absolt sinó fins a l'agost del 1843. Tornà a Figueres el setembre i es veié implicat en el moviment partidari de la Junta Revolucionària Central (el moviment de la Jamància).
Amb residència vigilada (primer a Vilafranca del Penedès i després a Sarrià), fou desterrat finalment a Sigüenza (1844) i aviat tornà a l'exili. Des de París, l'1 de juliol de 1848 llançà una crida als republicans catalans i espanyols instant a la insurrecció, alhora que criticà els matiners i la coalició entre republicans i carlins. Després de la revolució del juliol del 1854, fou elegit de nou alcalde de Figueres, càrrec que ocupà de l'octubre del 1854 al juliol del 1855, moment en el qual el capità general Zapatero destituí l'ajuntament i el bandejà. Malalt i exiliat, residí els darrers mesos a Medina-Sidonia, província de Cadis, on morí el 1856.

## Obra literària
Terrades conreà el periodisme, narració i dramatúrgia lligant la seva actuació política amb l'activitat literària, la qual va posar al servei de les seves idees polítiques. El 1842 fundà a Barcelona el diari El Republicano, el precedent dels fulls volants de propaganda republicana coneguts popularment com a Hojas Terradas. L'any següent també va promoure el periòdic El Porvenir i dues capçaleres més: La unión i La campana (títol inspirat en la cançó «La campana»), diaris dels quals no se'n conserven exemplars.
Una de les primeres obres de Terrades fou la novel·la en castellà La esplanada (1835) ambientada històricament en les execucions en massa de 1828 a l'esplanada de la Ciutadella de Barcelona per part del capità general comte d'Espanya. El periodisme de Terrades va ser en castellà a causa de les circumstàncies sociolingüístiques de l'època, tot i que va ser un pioner en l'ús del català en altres àmbits. Així, a més d'utilitzar la llengua catalana en els mítings, també la utilitzà en la seva obra escrita, la qual cosa el converteix en un dels principals representants del corrent més popular de la Renaixença literària.
El català va ser la llengua de l'obra de teatre El rei Micomicó (1838), farsa de la institució monàrquica que tenia per objectiu transmetre la impossibilitat de l'existència d'un monarca just i desinteressat. Aquesta breu obra es va estrenar el 1838 a Figueres i a Barcelona amb un gran èxit de públic. L'escriptor i dramaturg Àngel Carmona el considera a l'obra Dues Catalunya (1967) el precursor del teatre d'agitació del dramaturg alemany Bertolt Brecht.
Terrades també és l'autor de la cançó «La campana», en la qual exposa el programa que defensaven els republicans dels seu temps i que esdevingué un veritable himne entre els defensors d'aquesta causa. La cançó va ser prohibida i la gent que l'entonava en públic, detinguda. Tot i que no està plenament demostrat, s'ha atribuït la música d'aquesta cançó a Josep Anselm Clavé, compositor i polític que compartia el mateix ideari que Terrades. Traduí al castellà la Histoire Populaire de la Révolution Française d'Étienne Cabet, autor de referència del comunisme utòpic europeu, que conegué durant l'estada a França.

## Influències i llegat
Entre els deixebles i seguidors polítics (tots ells més joves que Terrades) del polític figuerenc destaquen Narcís Monturiol (inventor de l'Ictíneo I i II), Joan Tutau, Francesc Sunyer i Capdevila, Joan Matas, Martí Carlé i Francesc de Paula Cuello. Josep Anselm Clavé, polític i escriptor català de mitjan segle xix, li va dedicar l'obra coral La Revolución l'any 1868.

Logo del bicentenari del naixement d'Abdó Terrades

Des de la segona meitat del segle xx ha tingut certa presència a la vila de Figueres. L'octubre de 1984 el Taller de Teatre de Figueres va representar El rei Micomicó al Teatre Municipal el Jardí, sota la direcció d'Alfons Gumbau i Masó, autor també del pròleg que situava l'obra i l'autor en el seu context. El 1985, l'ajuntament de la ciutat va batejar els gegants amb els noms de Janet i Justa, els dos protagonistes d'El rei Micomicó. En aquesta mateixa línia, el Casino Menestral Figuerenc li va dedicar un gegantó el 2001. El 2012 se celebrà el bicentenari del naixement de Terrades.

### Diccionaris
- Diccionari biogràfic del moviment obrer als Països Catalans.  Edicions Universitat de Barcelona, Publicacions de l'Abadia de Montserrat, pp. 1356 – 1357. ISBN 848415243X.
- Diccionari de la literatura catalana.  Enciclopèdia Catalana, 2008. ISBN 9788441218239.

### Articles de premsa i revista
- Armangué, Joan «Abdon Terrades, primer alcalde republicà». Empordà, 12-06-2012, p. 8, 9.
- Codina i Farré, Miquel «“Abdó Terrades”». Curiositats de Catalunya, 1936, p. 490-492.
- «Fraterna Correccional dirigida a Abdón Terradas con motivo de la inecsactitudes impresas en su hoja nº20.». Gregorio Matas de Bodallés, 1842, p. 15.
- Guillamet i Lloveras, Jaume «El dia que Figueres honorarà la memòria d'Abdó Terrades». Empordà Federal, 1989, p. 33-35.
- Guillamet i Lloveras, Jaume «Un discurs d'Abdó Terrades». Hora Nova. Figueres, 1990, p. 5.
- Guillamet i Lloveras, Jaume Periodística. Barcelona, 1992.
- Guillamet i Lloveras, Jaume «Abdó Terrades i el periodisme de partit”». Treballs de Comunicació. I Conferència Anual de la Societat Catalana de Comunicació a Girona., 1991, p. 31-34.
- Guillamet i Lloveras, Jaume «Abdon Terradas i els primers moviments democràtics». L'Avenç, 5-2012.
- Martí, Pep «Terradas, profeta del republicanisme». El Triangle, Barcelona, num 1053, 2012, p. 42-43.
- Marco, Joaquim «Abdó Terrades i el seu testimoniatge de la repressió de 1828: La esplanada». Estudis Romànics. Estudis de literatura catalana oferts a Jordi Rubió i Balaguer en el seu setanta-cinquè aniversari. Barcelona, XI, 1962.
- «Lo Rei Micomicó: Sàtira antimonàrquica d'Abdó Terrades». Hora Nova. Papers Empordanesos. Suplement literari i cultural. Figueres, 1984.
- Pla i Planas, Jordi «L'esplanada o la via novelística d'Abdó Terrades». Empordà Federal, num 9, 1987.
- Pujol, Enric «Abdon terrades, pioner del republicanisme català i del teatre compromès». Ara, 23-05-2012.
- Pujol, Enric «Apòstol de la democràcia». Hora Nova. Figueres, num 2100, 14-02-2012.
- Torrent Orri, Rafael «Abdón Terrades, forjador del primer partido republicano ibérico». Canigó. Figueras, num 168, 1968.
- Torrent Orri, Rafael «Figueras, cuna de la Primera República, II. El socialismo de Terradas y el comunismo de Monturiol”». Canigó. Figueres, num 169, 1968.
- Vila, Juan Bautista «Abdón Terradas en Francia y una supuesta conjura para asesinar a Espartero (1842)». Estudios de Historia Moderna y Contemporánea. Homenaje a Federico Suárez Verdaguer. Madrid: Rialp, 1991, p. 481-489.